# Tunnel van Froidmont
De tunnel van Froidmont is een spoortunnel in de stad Luik. De tunnel heeft een lengte van 78 meter. De dubbelsporige spoorlijn 40 gaat door deze tunnel.
De tunnel werd in 1917 gebouwd door de Pruisische bezetter. Omdat het station Luik-Longdoz een kopstation was, nam het kopmaken van de treinen veel tijd in beslag. De tunnel van Froidmont zorgde voor een snellere aansluiting tussen spoorlijn 125 en spoorlijn 40.